# 2020 v dopravě
Tento článek obsahuje seznam událostí souvisejících s dopravou, které proběhly roku 2020.

## Únor
- 6. února

 U města Lodi mezi Milánem a Boloní vykolejil vysokorychlostní vlak Frecciarossa, zemřel strojvedoucí a jeho pomocník.
- 10. února

 Kvůli vichřici Sabine byl zastaven provoz na mnoha železničních tratích po celé republice, zejména v jižních a západních Čechách. Vítr také strhl přístřešek na šumavské zastávce Nové Údolí.

## Duben
- 2. dubna

 Na trati z Frankfurtu do Basileje narazil nákladní vlak do zříceného mostu, strojvedoucí zemřel.

## Květen
- 24. května

 Přes hraniční přechod Šatov – Retz projel první nákladní vlak v elektrické trakci. Elektrický provoz byl v tomto úseku zahájen již v roce 2006.

## Červen
- 1. června

 Po téměř tříleté rekonstrukci byl znovu do provozu uveden Negrelliho viadukt v Praze. Viadukt slouží pro vlaky dvou tratí do Kralup nad Vltavou a na Kladno
- 6. června

 Na trati Opárenským údolím byl po sedmi letech obnoven provoz mezi Lovosicemi a Chotiměří a to víkendovými vlaky dopravce AŽD Praha. Na této části trati Lovosice – Teplice v Čechách byl provoz zastaven po sesuvu půdy mezi Dobkovičkami a Radejčínem, přičemž trať nebyla dosud obnovena.
- 14. června

 U Struhařova na trati Benešov u Prahy – Trhový Štěpánov došlo na přejezdu ke srážce osobního vlaku s autobusem. Autobus vjel na přejezd před vlakem v době, kdy bylo přejezdové zabezpečovací zařízení ve výstraze. Zraněno bylo 12 lidí, z toho jedna žena těžce.
 Byl zahájen pilotní provoz Systému jednotného tarifu na úsecích Česká Lípa – Rumburk (tratě 080 a 081) a Plzeň–Most, Žatec–Most, Chomutov–Jirkov (tratě 160, 123, 130 a 124 – Žatec–Most a Chomutov–Jirkov)

## Červenec
- 7. července

 U Perninku na železniční trati Karlovy Vary – Johanngeorgenstadt se srazily dva osobní vlaky. Zemřeli dva lidé, 15 osob bylo zraněno těžce, 9 lehce.
- 10. července

 V Praze-Běchovicích došlo k boční srážce osobního vlaku s rychlíkem, přičemž vlak byl přistavován pro evakuaci cestujících z pendolina, které předtím srazilo člověka. Zraněni byli 3 cestující. Ke srážce došlo na frekventované trati Praha – Česká Třebová.
- 14. července

 U Českého Brodu narazil osobní vlak při jízdě podle rozhledových poměrů za návěstidlem autobloku s návěstí stůj do před ním jedoucího poštovního vlaku. Strojvedoucí osobního vlaku zemřel, zraněno bylo 33 lidí, z toho 4 těžce.

## Srpen
- 8. srpna

 Do Pražské integrované dopravy byly zahrnuty autobusy na Kokořínsku.
- 11. srpna

 V Jihlavě narazil nákladní vlak do odstavené lokomotivy, nikdo nebyl zraněn. Vlak projel návěst stůj na vjezdovém návěstidle, neboť z neznámé příčiny nebylo připojeno brzdové potrubí.
- 12. srpna

 U Stonehavenu ve Skotsku na trati z Aberdeenu do Edinburghu vykolejil osobní vlak, přičemž zemřeli 3 lidé. Příčinou vykolejení byl pravděpodobně sesuv půdy.
- 14. srpna

 Na vlečce u Nehvizd došlo k ujetí nákladních vozů do železniční stanice Mstětice. Vozy se srazily na přejezdu s osobním automobilem a poté zničily budovu stavědla.
- 15. srpna

 Do Pražské integrované dopravy byly zahrnuty autobusy západně od Rakovníka.
- 16. srpna

 Došlo k požáru trakční měnírny v Malé Chuchli, následkem čehož nastal výpadek napájení na z Prahy do Berouna a na pražském hlavním nádraží. Provoz byl obnoven téhož dne.
- 22. srpna

 Do Pražské integrované dopravy byly zahrnuty autobusy na Voticku.
- 29. srpna

 Do Pražské integrované dopravy byly zahrnuty autobusy na Dobrovicku.

## Září
- 9. září

 V železniční stanici Kdyně došlo ke srážce osobního vlaku se služebním vlakem (lokomotiva s diagnostickým vozem). Strojvedoucímu osobního vlaku se přes veškerou snahu nepodařilo vlak zastavit. Zraněno bylo 19 lidí.
- 11. září

Byla zahájena stavba zkapacitnění obchvatu Loun, který se po dokončení stane součástí dálnice D7.
- 26. září

 V Úpořinách vykolejil nákladní vlak s uhlím, při nehodě nedošlo ke zranění, ale bylo poškozeno kolejiště stanice a trakční vedení. Příčinou byl pravděpodobně lom nápravy vozu. Po nehodě byl týden zastaven provoz na obou tratích (Ústí nad Labem – Bílina a Lovosice – Teplice v Čechách).

## Listopad
1. listopadu
 Ve Spijkenisse u Rotterdamu na konečné stanici De Akkers (která se nachází na mostní konstrukci) projel vlak metra zarážedla a zastavil se o plastiku velrybího ocasu. Ve vlaku byl pouze strojvedoucí.
3. listopadu
 Estonský dopravce Operail odvezl první nákladní vlak ve Finsku.
- 30. listopadu

 Byl otevřen úsek Nové Strašecí – Řevničov a obchvat Řevničova na dálnici D6.

## Prosinec
- 13. prosince

 Byl zahájen provoz na přeložce trati Praha – České Budějovice mezi Vršovicemi a Hostivaří a byla zrušena zastávka Praha-Strašnice zastávka, na novém úseku byla do provozu uvedena zastávka Praha-Eden, stanice Praha-Zahradní Město bude do provozu uvedena v roce 2021. Na místě původní trati je plánováno vybudovat Vršovickou drážní promenádu.
 Do provozu byla uvedena nová zastávka Karlovy Vary-Aréna na trati Karlovy Vary – Mariánské Lázně.

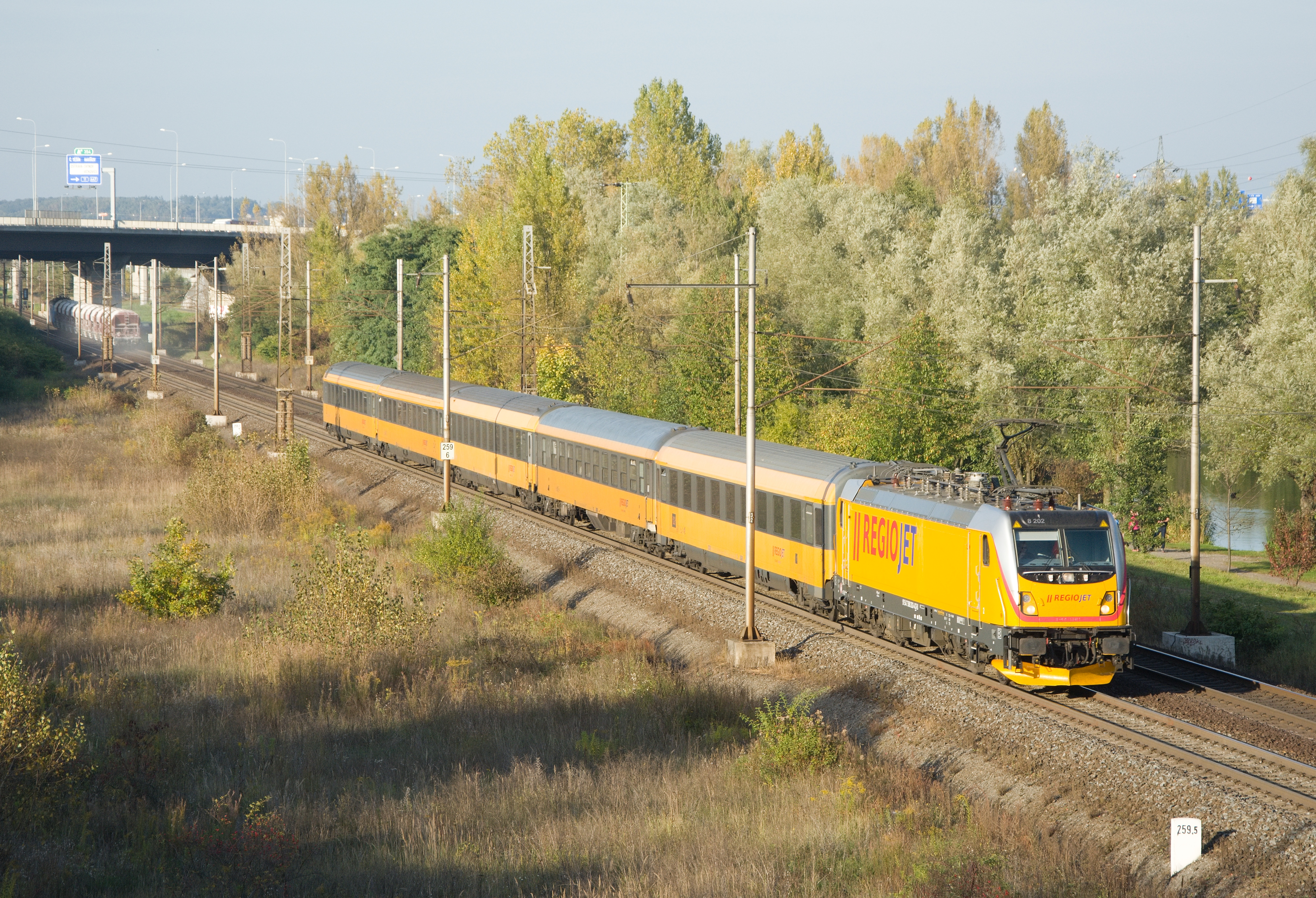
Lokomotiva 388.202 Regiojet

 Byl zahájen plný provoz Systému jednotného tarifu pod značkou OneTicket/Jedna jízdenka. Jízdenky platí ve vlacích v závazku veřejné služby.
 Do Pražské integrované dopravy byly zahrnuty autobusy na Berounsku, Hořovicku a Rožmitálsku, včetně MHD Beroun.
- 20. prosince

 Z Německa do Česka první dvě lokomotivy Bombardier TRAXX (č. 388.201 a 388.202), které si pořídil český dopravce RegioJet.